# رضاقلي قشلاقي
رضاقلي قشلاقي هي قرية في مقاطعة نير، إيران. يقدر عدد سكانها بـ 211 نسمة بحسب إحصاء 2016.